# Alexander König (Eiskunstläufer)
Alexander König (* 23. August 1966 in Eilenburg, DDR) ist ein deutscher Eiskunstlauftrainer und ehemaliger Eiskunstläufer.

## Aktive Karriere
Seine Familie zog 1969 von Eilenburg nach Berlin um. Hier begann er sechsjährig mit dem Eiskunstlaufen. Alexander König startete für den SC Dynamo Berlin bzw. SC Berlin. Eine seiner ersten Trainerinnen war Inge Wischnewski. Er war zunächst Einzelläufer. In dieser Disziplin wurde er 1982 Dritter der Juniorenweltmeisterschaften. Zum Paarlauf kam er 1985 und lief seitdem mit Peggy Schwarz. Trainiert wurde das Paar, dessen größter Erfolg der Gewinn der Bronzemedaille bei den Europameisterschaften 1988 war, von Heidemarie Steiner-Walther. Im Jahre 1990 wechselten Peggy Schwarz und Alexander König ihren Trainer. Trainer war fortan Knut Schubert. 1994 folgte die sportliche Trennung von Peggy Schwarz, weil sie ein Kind erwartete. König beendete daraufhin seine Eiskunstlaufkarriere.

## Trainerkarriere
Von 1994 bis 1997 absolvierte König ein Studium an der Trainerakademie in Köln. Er ist also staatlich geprüfter Eislauflehrer mit einer A-Lizenz der Deutschen Eislauf-Union. Schon während dieser Zeit arbeitete er als Eiskunstlauftrainer in Stuttgart. Es folgte bis 2001 eine Trainertätigkeit in Chemnitz. Von 2001 bis 2008 arbeitet Alexander König als Eiskunstlauftrainer in Berlin. Seit 2008 arbeitet er als Trainer und als Assistent von Michael Huth in Oberstdorf. Alexander König ist außerdem Preisrichter und kann nach dem neuen Wertungssystem als Technischer Spezialist eingesetzt werden.
Im Oktober 2014 begann König in Oberstdorf Aljona Savchenko und Bruno Massot zu trainieren, die unter seiner Leitung am 15. Februar 2018 Olympiasieger im Paarlaufwettbewerb bei den Olympischen Winterspielen in Pyeongchang und am 22. März 2018 Weltmeister bei der WM in Mailand wurden. Von 2019 bis 2021 arbeitete er als Paarlauf-Bundestrainer und ab Anfang 2022 als Eisschnelllauf-Bundestrainer.

## Erfolge/Ergebnisse
wenn nicht anders angegeben, Paarlauf mit Peggy Schwarz
| Wettbewerb/Wintersaison   | 1980/81 | 1981/82 | 1982/83 | 1983/84 | 1984/85 | 1985/66 | 1986/87 | 1987/88 | 1988/89 | 1989/90 | 1990/91 | 1991/92 | 1992/93 | 1993/94 |
| ------------------------- | ------- | ------- | ------- | ------- | ------- | ------- | ------- | ------- | ------- | ------- | ------- | ------- | ------- | ------- |
| Olympische Winterspiele   |         |         |         | –       |         |         |         | 7       |         |         |         | 7       |         | 7       |
| Weltmeisterschaft         | –       | –       | –       | –       | –       | –       | –       | –       | 4       | 10      | 7       | 6       | 12      | 9       |
| Juniorenweltmeisterschaft | –       | 3*      | –       | –       | –       | –       | –       | –       | –       | –       | –       | –       | –       | –       |
| Europameisterschaft       | –       | 9*P     | –       | –       | –       | –       | –       | 3       | –       | 4       | –       | 5       | 5       | 7       |
| DDR-Meisterschaften       | 3*      |         | 3*      | 2*      | –       | –       | 3       | 1       | –       | –       |         |         |         |         |
| Deutsche Meisterschaft    | –       | –       | –       | –       | –       | –       | –       | –       | –       | –       | 2       | 1       | WD      | 2       |

Legende: * = Einzellauf, P = Platzierung nach Pflicht, WD = vor Wettkampf zurückgezogen

## Sonstige Tätigkeiten
Er ist seit 1983 nebenbei autodidaktischer Maler und stellt seine Bilder auch aus. 1985 bis 1988 absolvierte Alexander König eine Ausbildung zum Facharbeiter für Hotel und Gaststättenwesen der DDR.